# Championnats d'Asie de cyclisme sur piste 2023
Navigation
Championnats d'Asie 2022 Championnats d'Asie 2024
Les Championnats d'Asie de cyclisme sur piste 2023 ont lieu du 14 au 19 juin 2023 au Velodrom Nasional Malaysia, à Nilai, en Malaisie. 
En même temps que les 42e championnats d'Asie sur piste élites, ont lieu les 29e championnats d'Asie sur piste juniors (moins de 19 ans) et les 11e championnats d'Asie sur piste paracyclistes.

## Résultats des championnats

### Épreuves masculines
| Épreuves               | Or                                                              | Argent                                             | Bronze                                                                         |
| ---------------------- | --------------------------------------------------------------- | -------------------------------------------------- | ------------------------------------------------------------------------------ |
| Kilomètre              | Muhammad Fadhil Mohd Zonis                                      | Ronaldo Laitonjam                                  | Woorim Choi                                                                    |
| Keirin                 | Azizulhasni Awang                                               | Shinji Nakano                                      | Muhammad Ridwan Sahrom                                                         |
| Vitesse individuelle   | Azizulhasni Awang                                               | Kaiya Ota                                          | Kento Yamasaki                                                                 |
| Vitesse par équipes    | Japon Kaiya Ota Yuta Obara Yoshitaku Nagasako                   | Chine Guo Shuai Zhou Yu Xue Chenxi                 | Malaisie Muhammad Fadhil Mohd Zonis Muhammad Ridwan Sahrom Umar Hasbullah      |
| Poursuite individuelle | Kazushige Kuboki                                                | Shoi Matsuda                                       | Zhang Haiao                                                                    |
| Poursuite par équipes  | Japon Eiya Hashimoto Shoi Matsuda Naoki Kojima Kazushige Kuboki | Chine Yang Yang Zhang Haiao Sun Wentao Sun Haijiao | Kazakhstan Artyom Zakharov Alisher Zhumakan Ramis Dinmukhametov Dmitriy Noskov |
| Course aux points      | Naoki Kojima                                                    | Chang Chih-sheng                                   | Mow Ching-ying                                                                 |
| Scratch                | Mohammad Ganjkhanlou                                            | Shunsuke Imamura                                   | Ruslan Yelyubayev                                                              |
| Américaine             | Japon Kazushige Kuboki Shunsuke Imamura                         | Hong Kong Leung Ka-yu Leung Chun-wing              | Indonésie Bernard Van Aert Terry Yudha Kusuma                                  |
| Omnium                 | Eiya Hashimoto                                                  | Artyom Zakharov                                    | Park Sang-hoon                                                                 |
| Élimination            | Eiya Hashimoto                                                  | Ramis Dinmukhametov                                | Leung Chun-wing                                                                |

### Épreuves féminines
| Épreuves               | Or                                                          | Argent                                               | Bronze                                                    |
| ---------------------- | ----------------------------------------------------------- | ---------------------------------------------------- | --------------------------------------------------------- |
| 500 mètres             | Jiang Yulu                                                  | Nurul Izzah Izzati Mohd Asri                         | Aki Sakai                                                 |
| Keirin                 | Mina Sato                                                   | Fuko Umekawa                                         | Riyu Ohta                                                 |
| Vitesse individuelle   | Riyu Ohta                                                   | Mina Sato                                            | Fuko Umekawa                                              |
| Vitesse par équipes    | Chine Guo Yufang Bao Shanju Yuan Liying                     | Japon Aki Sakai Riyu Ohta Mina Sato                  | Corée du Sud Hwang Hyeon-seo Lee Hye-jin Cho Sun-young    |
| Poursuite individuelle | Wei Suwan                                                   | Lee Ju-mi                                            | Maho Kakita                                               |
| Poursuite par équipes  | Japon Yumi Kajihara Maho Kakita Mizuki Ikeda Tsuyaka Uchino | Chine Wang Susu Wei Suwan Zhang Hongjie Wang Xiaoyue | Corée du Sud Shin Jie-un Na Ah-reum Lee Ju-mi Lee Eun-hee |
| Course aux points      | Liu Jiali                                                   | Olga Zabelinskaïa                                    | Mizuki Ikeda                                              |
| Scratch                | Yumi Kajihara                                               | Liu Jiali                                            | Lee Sze Wing                                              |
| Américaine             | Japon Yumi Kajihara Tsuyaka Uchino                          | Corée du Sud Lee Ju-mi Na Ah-reum                    | Ouzbékistan Olga Zabelinskaïa Nafosat Kozieva             |
| Omnium                 | Yumi Kajihara                                               | Lee Sze Wing                                         | Huang Ting-ying                                           |
| Élimination            | Tsuyaka Uchino                                              | Yang Qianyu                                          | Huang Ting-ying                                           |

## Tableau des médailles
| Rang  | Nation         | Or | Argent | Bronze | Total |
| ----- | -------------- | -- | ------ | ------ | ----- |
| 1     | Japon          | 14 | 7      | 6      | 27    |
| 2     | Chine          | 4  | 4      | 1      | 9     |
| 3     | Malaisie       | 3  | 1      | 2      | 6     |
| 4     | Iran           | 1  | 0      | 0      | 1     |
| 5     | Hong Kong      | 0  | 4      | 2      | 6     |
| 6     | Corée du Sud   | 0  | 2      | 4      | 6     |
| 7     | Kazakhstan     | 0  | 2      | 2      | 4     |
| 8     | Ouzbékistan    | 0  | 1      | 1      | 2     |
| 9     | Inde           | 0  | 1      | 0      | 1     |
| 10    | Taipei chinois | 0  | 0      | 3      | 3     |
| 11    | Indonésie      | 0  | 0      | 1      | 1     |
| Total | Total          | 22 | 22     | 22     | 66    |